# AXN
AXN (Action Xtra Network) este o rețea de televiziune prin satelit deținută de Antenna Entertainment, care a fost lansată pentru prima oară în septembrie 1997 în Asia. Această rețea de televiziune este răspândită în mai multe regiuni din lume, printre care Europa, Japonia, Asia și America Latină. AXN are un program de 24 de ore pe zi, difuzând seriale de acțiune, filme, reality-show-uri, animație și sport.

Fostă sigla AXN folosită din 2003 până în 2016